# 圣热罗德科尔
圣热罗德科尔（法語：Saint-Géraud-de-Corps，法語發音：[sɛ̃ ʒeʁo də kɔʁ]）是法国多尔多涅省的一个市镇，属于贝尔热拉克区。

## 地理
圣热罗德科尔（44°57'7"N, 0°13'35"E）面积14.95 平方千米，位于法国新阿基坦大区多爾多涅省，该省份为法国西南部内陆省份，是法國本土面积第三大的省，大致对应佩里戈尔地区，北起顺时针与夏朗德省、上维埃纳省、科雷兹省、洛特省、洛特-加龙省、吉倫特省和滨海夏朗德省接壤。
与圣热罗德科尔接壤的市镇（或旧市镇、城区）包括：圣索沃尔拉朗德、博普耶、蒙福孔、圣梅阿尔德居尔松、圣雷米、弗赖斯。
圣热罗德科尔的时区为UTC+01:00、UTC+02:00（夏令时）。

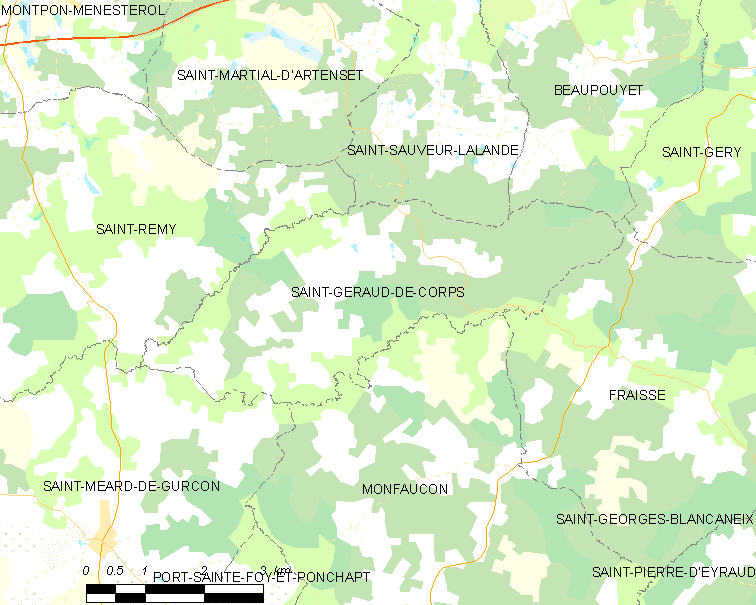
圣热罗德科尔的OSM定位图

## 行政
圣热罗德科尔的邮政编码为24700，INSEE市镇编码为24415。

## 政治
圣热罗德科尔所属的省级选区为蒙泰涅和居尔松地区县。

## 人口

1962-2008年间圣热罗德科尔人口变化图示

圣热罗德科尔于2022年1月1日时的人口数量为207人。